# Kiegyensúlyozó mandátum
A kiegyensúlyozó mandátumok egyes választási rendszerekben jelentkező többletmandátumok kompenzálására szolgáló mandátumok, amellyel a testület létszámát növelik, hogy ezáltal a többi párt (amely kevesebb vagy semennyi többletmandátummal rendelkezik) ne kerüljön hátrányba. Ez biztosítja, hogy a parlamenti pártok a listás szavazatok szerint arányosan legyenek képviselve.

## Választási rendszerek
- német vegyes arányos választási rendszerben az arányosságot kiegyensúlyozó mandátumok (németül: Ausgleichsmandat) garantálják, ha a rendszerben a kompenzációs mandátumok száma (amely alapesetben egyezik az egyéni ágon szerezhető mandátumok számával) nem elegendő, a kiegyensúlyozó mandátumok száma attól függ, mennyi többletmandátumot kell kompenzálni. Ez azt jelenti, a parlamenti képviselők száma a választások eredményétől függ.
- egyes arányos választási rendszerek területi listákat használnak, amelyek összesített eredményét országos kompenzációs listákkal tovább arányosítják, ilyen esetben a fix számú országos kompenzációs mandátumokat is szokták kiegyensúlyozó mandátumoknak (angolul: levelling seat) nevezni. Ez a gyakorlat skandináv országokban jellemző.[forrás?]

A magyar vegyes választási rendszerek nem használnak kiegyensúlyozó mandátumokat, így a fellépő aránytalanságokat csak részben kompenzálják, a töredékszavazatok révén a pártok további többletmandátumokat is szerezhetnek, hasonlóan az árokrendszer típusú vegyes rendszerekhez.

## Fordítás
Ez a szócikk részben vagy egészben  az   Ausgleichsmandat című német Wikipédia-szócikk fordításán alapul.  Az eredeti cikk szerkesztőit annak laptörténete sorolja fel. Ez a jelzés csupán a megfogalmazás eredetét és a szerzői jogokat jelzi, nem szolgál a cikkben szereplő információk forrásmegjelöléseként.